# En el tocador
En el tocador. Autorretrato (en ruso: За туалетом. Автопортрет, romanizado: Za tualétom. Avtoportrét) es una pintura de 1909 de la pintora rusa Zinaída Serebriakova. La pintura se encuentra en la colección de la Galería Tretiakov en Moscú. Su tamaño es de 75 cm × 65 cm.
En el tocador fue ejecutada por Serebriakova en 1909 mientras vivía en Neskuchnoie, Gobernación de Kursk (ahora parte del Óblast de Járkov en Ucrania). Según Serebriakova, el invierno llegó temprano aquel año, había mucha nieve, pero hacía calor en casa, así que «empezó a pintarse al espejo, entretenida dibujando diferentes cositas de su tocador».
Ante la insistencia de Yevgueni Lanseré, su hermano, Serebriakova envió En el tocador a San Petersburgo. Fue exhibido en la 7.ª exposición de la Unión de Artistas rusos, que se trasladó desde Moscú a principios de 1910. La pintura fue bien recibida por el público y críticos de arte. El pintor Valentín Serov lo llamó una «cosa muy linda y fresca», mientras el pintor y crítico Alexandre Benois escribió que Serebriakova «dio al público ruso un regalo tan maravilloso, como una “sonrisa de oreja a oreja”, que uno no puede dejar de agradecer». Inmediatamente después de la exposición, la pintura fue comprada por la Galería Tretiakov.
Actualmente este autorretrato es considerado uno de los trabajos más importantes de Serebriakova junto con Baño (1913, Museo Estatal Ruso), Cosecha (1915, Museo de Arte de Odessa) y Blanqueando ropa (1917, Galería Tretiakov).